# اولی (هنرمند)
اولی (آلمانی: Ulay; ‏۳۰ نوامبر ۱۹۴۳ – ۲ مارس ۲۰۲۰) هنرمند، عکاس، و استاد دانشگاه اهل آلمان و یکی از سرشناس‌ترین پیشتازان هنر پرفورمنس بود.

## زندگی‌نامه
نام اصلی «فرانک اووه لایزیپن» در ۳۰ نوامبر ۱۹۴۳ در زولینگن به دنیا آمد. وی در دوران زندگی و کار مشترک با مارینا آبراموویچ به شهرت رسید و در طی یک دهه، ۱۴ کار مشترک تولید کردند. آبراموویچ، هنرمند صرب با اجراهای جسورانه‌ای که بدن هنرمند را در معرض خطر قرار می‌داد، از آغازگران پرفورمنس معاصر بود و در آغاز کار در دهه ۱۹۶۰ در یوگسلاوی پرفورمنس را در برابر تئاتر قرار می‌داد و می‌گفت تئاتر نمایش کاذب رابطه‌های انسانی است اما پرفورمنس یک رابطه واقعی را بین بازیگر و تماشاچی، صحنه و خارج صحنه می‌سازد. آثار مشترک او و اولی نیز بدن هنرمند را در موقعیتی آسیب‌پذیر و «در معرض خارج» می‌نهاد.اولی و ماریانا می‌خواستند از طریق هنرشان، «خود» فردی هنرمند را تخریب کنند و یک «موجودیت هنرمند» متکثر بسازند. آخرین کار مشترکشان، «عاشق‌ها»، به مناسبت پایان رابطه‌شان اجرا شد اولی و مارینا در عاشق‌ها ۱۸ آوریل ۱۹۸۸ از دو سوی مخالف دیوار بزرگ چین پیاده‌روی به سوی یکدیگر را آغاز کردند و هر یک پس از حدود ۲٬۴۰۰ کیلومتر پیاده‌روی در میانه دیوار به هم رسیدند و بدون گفتن هیچ حرفی با یکدیگر وداع کردند. اولی که در آمستردام و لیوبلیانا مستقر بود، وی در ۲ مارس ۲۰۲۰ در سن ۷۶ سالگی در لیوبلیانا بر اثر سرطان غدد لنفاوی درگذشت.